# Shirakiopsis sanchezii
Shirakiopsis sanchezii är en törelväxtart som först beskrevs av Elmer Drew Merrill, och fick sitt nu gällande namn av Hans-Joachim Esser. Shirakiopsis sanchezii ingår i släktet Shirakiopsis och familjen törelväxter. Inga underarter finns listade i Catalogue of Life.